# Heatherellidae
Heatherella es un género de ácaros emplazado en su propia familia, Heatherellidae, del orden Mesostigmata.

## Especies
Heatherella contiene dos especies:
- Heatherella acanthocharis Walter, 1997
- Heatherella callimaulos Walter, 1997